# I Brutos
I Brutos sono stati un gruppo comico-musicale italiano, attivo principalmente tra la fine degli anni cinquanta e i primi anni settanta. Nato a Torino nel 1958, il complesso sviluppò uno stile che combinava elementi di musica leggera e rock con una comicità surreale, anticipando forme di spettacolo poi definite rock demenziale. Secondo il musicista e critico Fabrizio Zampa, «i cinque Brutos sono stati fra i primi a mescolare con felicissimi risultati la canzone a quel tipo di comicità che oggi chiameremmo demenziale». Il gruppo si è esibito anche negli Stati Uniti d'America, in particolare a Las Vegas e per due volte all’Ed Sullivan Show.

## Storia

### Gli inizi

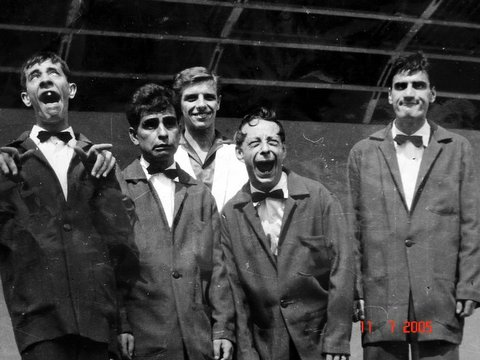
I Brutos: da sinistra a destra, Gerry Bruno, Elio Piatti, Jack Guerrini, Gianni Zullo e Aldo Maccione

I cinque iniziano ad esibirsi singolarmente nei locali torinesi nella metà degli anni cinquanta. Ettore Bruno, detto "Gerry" (per la sua somiglianza con Jerry Lewis), e Giacomo Guerrini, detto "Jack", erano conoscenti e vicini di casa, e decisero di formare una coppia sullo stile di quella formata oltre oceano da Jerry Lewis e Dean Martin.
Vennero notati dall'impresario Aldo Zanfrognini che, ricercando nuovi talenti, e avendo già fatto un provino ad Elio Piatti, Gianni Zullo ed Aldo Maccione, ebbe l'idea di unire i cinque. Esordirono nel 1957 al Teatro Maffei di Torino, città allora considerata la patria dell'avanspettacolo. Zanfrognini decise poi di scritturarli per la rivista Il teatro dei pazzi, opera che nel dicembre del 1958 fece il suo debutto in scena al teatro Alcione di corso Regina Margherita, sempre a Torino. Durante le prime sere il gruppo è ancora anonimo: vestono con enormi pigiami a strisce bianconere e si esibiscono con poche battute. Successivamente, su sollecitazione del loro impresario, decisero di far cantare una canzone romantica a Jack Guerrini, il bello della compagnia, mentre gli altri quattro, i brutti, facevano smorfie orribili e cori, storpiando il testo originale della canzone. Il nome del complesso venne involontariamente inventato dalla donna delle pulizie dell'Alcione che, presentandosi alle dieci del mattino per svolgere il suo lavoro quotidiano, incontrò i cinque performer stravolti dalla nottata in bianco, e sbottò in un approssimato piemontese: «Ai sève tant simpàtich ma ai sève anca tant brut» ("Siete molto simpatici ma siete anche tanto brutti"). Ed è così che quella stessa sera, sempre al Teatro Alcione di Torino, nacquero ufficialmente I Brutos.
Nel corso della loro storia musicale fu Gerry Bruno ad occuparsi di preparare gli arrangiamenti vocali. Tra le canzoni riproposte dal gruppo ricordiamo Little Darling, Blue Moon, Summertime e molte altre, non tutte incise su disco.

### Il successo

Gerry Bruno e Jack Guerrini con Bruno Martino al "Rupe Tarpea" di Roma nel 1959

Il riscontro del pubblico torinese fu immediato e ben presto iniziarono ad esibirsi fuori dal Piemonte: la prima volta il 4 agosto del 1959, al Vallechiara, nota sala da ballo di Riccione. Il vero lancio nazionale, però, avvenne due settimane dopo, presso La Casina delle Rose a Villa Borghese a Roma, dopo questo spettacolo vennero contattati dalla Rai e iniziarono ad esibirsi in televisione.
Risale a questo periodo la nascita di una leggenda metropolitana, in merito ad un episodio piuttosto increscioso: una gestante di Catanzaro, vedendoli in televisione, si sarebbe spaventata al punto da dover essere trasportata d'urgenza in ospedale. In realtà la voce nacque dalla fantasia di un cronista di un giornale locale, ma il suo articolo fu poi ripreso con risalto dalla stampa nazionale.

I Brutos negli Stati Uniti con Diana Dors

In ogni caso fu l'inizio di un successo che presto oltrepassò i confini nazionali, grazie soprattutto alla mimica che supera l'ostacolo della lingua: Gerry Bruno dipinse di nero tutti i suoi denti tranne l'incisivo, dando l'impressione di avere solo quello; Gianni Zullo grazie alla sua notevole mimica facciale faceva smorfie esilaranti, e gli altri componenti indossavano abiti stravaganti, si sfrangiavano i capelli alla Frankenstein o facevano gli occhi storti. Tutti tranne Jack, che diventa appunto Il bello dei Brutos.
Diedero spesso spazio, nei loro spettacoli, all'improvvisazione, secondo quelli che sono i canoni della commedia dell'arte, in cui ogni personaggio rappresentava una maschera, un carattere peculiare, su cui si basava lo sviluppo del canovaccio.

### In giro per il mondo
La consacrazione all'estero avenne dapprima in Francia, dove arrivano ad esibirsi all'Olympia di Parigi: la sera del loro debutto si esibirono prima di George Brassens e Lola Flores, ricevendo i complimenti di Charlie Chaplin, e nelle sere successive anche quelli di Jacques Tati, Marlene Dietrich ed Henri Salvador; ritorneranno all'Olympia poi per ben sette volte.
Dopo poco tempo debuttarono anche oltreoceano: firmarono infatti due contratti di sei mesi per tour negli Stati Uniti accanto a Diana Dors, e vennero poi ospitati all'Ed Sullivan Show, il programma televisivo più popolare degli Stati Uniti (prima di loro, l'unico italiano ad essere ospitato è stato Domenico Modugno). Si esibirono poi per tre mesi a Broadway, al Latin Quarter.
Seguirono poi anche apparizioni televisive in tutto il mondo: in Europa, America Latina e in Asia (ad esclusione della Russia e della Cina).
A Città del Messico, prima di un'esibizione al locale la Fuente, dovette addirittura intervenire la polizia per fermare gli spettatori che, non trovando più biglietti, volevano entrare ugualmente nel locale.
Il loro successo continuò anche in Italia e, non paghi della loro già acquisita notorietà, i Brutos iniziano anche a girare alcuni film. Uno di questi, del 1964, li vede come protagonisti assoluti: I magnifici Brutos del West. Inoltre per tre edizioni di Bussola on stage vengono chiamati da Sergio Bernardini a fianco di Peppino Di Capri.

### Carosello
Nel 1964 vennero anche chiamati da una casa produttrice di cera per pavimenti, la cera Grey, per girare alcuni caroselli, con la regia di Guido De Maria realizzati dalla Vimder film: riscuoteranno moltissimo successo, specialmente tra i bambini, continuando per molti anni a girarli (anche dopo i cambi di formazione) e diventando una delle icone di Carosello.
L'impostazione dei filmati era caratterizzata dall'esecuzione di una canzone, durante la quale Gianni riceveva una serie di ceffoni. Al termine del brano, lo slogan con cui un altro Brutos si rivolgeva a Zullo era: «Gianni, nonostante tutti gli schiaffi che hai preso, hai sempre una buona cera!», a cui seguiva la risposta «Ottima direi, è cera Grey».

### I cambiamenti nella formazione
Alla metà degli anni sessanta iniziarono i primi cambiamenti nella formazione. Per motivi familiari Elio Piatti dovette abbandonare il gruppo e fu sostituito da Umberto Di Dario, amico del gruppo che fino a quel momento non aveva mai avuto velleità artistiche, ma che si integra subito con gli altri Brutos. Anche lui in seguito dovrà abbandonare l'attività artistica, e fu sostituito da un susseguirsi di altri elementi fino a quello definitivo, Dino Cassio, che resterà in pianta stabile nella formazione.
Dopo qualche tempo, anche Jack Guerrini lasciò il gruppo per intraprendere la carriera di cantante solista ma con scarso successo, seguito da Aldo Maccione che decise di mettersi "in proprio" creando in Spagna un altro gruppo di cantanti-comici denominato Los Tontos, e in seguito avrà miglior fortuna come attore di cinema nella vicina Francia; Maccione venne sostituito dapprima da Dante Cleri (che però esce dal gruppo e forma i Ciranos), poi da Tino Cervi, a sua volta sostituito da Alvaro Alvisi: quando anche lui abbandonò i Brutos, il gruppo proseguì l'attività in quattro.
Guerrini, invece, venne sostituito come voce solista da Alfonso "Nat" Pioppi, che rimarrà in pianta stabile nel gruppo. Dopo alcune esperienze negative in Francia, ritornato a Torino, Guerrini morì alle ore 01.30 del 16 marzo 1970 in seguito ad un incidente stradale, finendo sotto un TIR fermo parcheggiato nei pressi della sua abitazione, in via Giordano Bruno a Torino.

I Brutos durante un'esibizione

Nel 1970 il gruppo ebbe un momento di arresto dell'attività: Gerry Bruno venne chiamato da Garinei e Giovannini per recitare in Alleluia brava gente, commedia musicale con musiche di Domenico Modugno (un'occasione professionalmente molto importante, da cui partirà la sua carriera come solista). Anche la scomparsa del manager Aldo Zanfrognini, a seguito di una banale caduta, contribuì a questo momento di stop.
I rimanenti componenti del gruppo, con l'introduzione di alcuni altri elementi, tra cui Cesare Benini prima, Fulvio Pastore poi e, in seguito, il figlio di Gianni, Massimo Zullo, per alcune stagioni effettueranno ancora qualche spettacolo e incideranno qualche un 45 giri.
Da ricordare è nel 1971 la partecipazione al Festival di Napoli con la canzone Uffà, nun me scuccià, presentata in coppia con Gloriana.

### 1992: il ritorno
Nel 1992 Antonio Ricci, in occasione di un'edizione del programma televisivo Paperissima in onda su Canale 5, condotta da Ezio Greggio, ricontattò i Brutos, che accettarono di ricostituirsi e parteciparono così a trenta puntate del programma.
Questo evento segnò una l'inizio di una nuova carriera per il gruppo, fatta di serate e di apparizioni televisive: nel 1997 sono chiamati da Marco Giusti come ospiti fissi della trasmissione Carosello, dedicata al celebre programma e condotta da Ambra Angiolini, mentre due anni dopo il loro concittadino Piero Chiambretti li vuole per Fenomeni, in onda su Rai 3.

I Brutos nel 1967

Nel 2000 sono inviati speciali per Quelli che il calcio di Fabio Fazio, e nel 2002 sono chiamati da Pippo Baudo per quella che è la loro ultima apparizione televisiva, nel programma Novecento, su Rai Tre.

Foto della copertina di un disco dei Brutos.

Il 17 maggio 2005 morì, ad ottantacinque anni, Gianni Zullo, quello che prendeva gli schiaffi. Dino Cassio scomparve invece a Roma il 9 luglio 2012, all'età di settantotto anni, dopo una lunga malattia. I restanti componenti non hanno sciolto la formazione e, nonostante gli anni passati, sono ancora pronti per ritornare ad esibirsi: Bruno vive a Milano, continuando a lavorare nel mondo dello spettacolo, Aldo Maccione risiede da molti anni in Francia, a Saint-Paul-de-Vence, mentre Nat Pioppi, dopo aver vissuto per alcuni anni a Boretto, nei pressi di Reggio Emilia, dopo la morte della madre è ritornato a vivere a Torino con la moglie, la grande soubrette Rosy Zampi, fino alla scomparsa il 26 maggio 2024.

## Formazione
- Ettore "Gerry" Bruno (Torino, 22 aprile 1940), dal 1959 al 1970 e dal 1992
- Gianni Zullo (Matera, 1920 - Pianello Valtidone, 17 maggio 2005), dal 1959 al 1983 e dal 1992
- Aldo Maccione (Torino, 27 novembre 1935), dal 1959 al 15 febbraio 1966
- Giacomo "Jack" Guerrini (Torino, 1937 - 16 marzo 1970), dal 1959 al 1964
- Elio Piatti (Milano, 1926 - 29 luglio 2016), dal 1959 a giugno 1963
- Dante Cleri (Roma, 28 marzo 1910 - 30 marzo 1982) (al posto di Aldo Maccione), solo 6 mesi nel 1962
- Alfonso "Nat" Pioppi (Boretto 1939 - Grugliasco, 26 maggio 2024) al posto di Jack Guerrini, dal 1964 al 1983 e dal 1992
- Umberto Di Dario (al posto di Elio Piatti), da giugno 1963 al 1964
- Giorgio Astore (al posto di Umberto Di Dario), nel 1964
- Dino Cassio (Bari, 1934 - Roma, 2012) (al posto di Giorgio Astore) dal 1964
- Tino Cervi (al posto di Aldo Maccione), dal 1966 al 1968
- Alvaro Alvisi (al posto di Tino Cervi), dal 1968 al 1969
- Cesare Benini (al posto di Gerry Bruno), dal 1970 al 1973
- Fulvio Pastore (Napoli, 1951), (al posto di Cesare Benini), dal 1973 al 1975
- Massimo Zullo (Torino, 1957 - Roma, 1983) (al posto di Fulvio Pastore), dal 1975 al 1983

## Discografia

### EP
- 1960 - Destinazione Luna/Desiderio di un giorno/Zappa John/Voglio spegnere il sole (Emanuela Records, EM ep 1001)

### Singoli
- 1960 - Destinazione Luna/Zappa John (Emanuela Records, EM np 1008)

- 1961 - I gangsters della quinta strada/Destinazione Luna (Emanuela Records, EM np 1030)

- 1968 - Vengo anch'io. No, tu no/Con due occhi così (CAR Juke Box,  CRJ NP 1035)

- 1970 - Gina, amore mio/Una bionda un po' scema per 4 scemi che vanno a remi (Columbia, 3C 006-17372)

- 1971 - Uffà, nun me scuccià/Le mele (Zeus, BC 4003)

- 1972 - Lo schiaffo/Tocca a me (Gulp!, SIK 9054)

- 1977 - Il doposcuola/Il peluche (RCA Italiana, PB 6115)

### Apparizioni in compilation
- 1968 - Promozione Editoriale N° 14 (C.A. Rossi Promozione Editoriale - 14; con Gino Cudsi, Katia Kön, i Longobardi, Marie Laforêt; i Brutos cantano Con due occhi così

- 1973 - Da Napoli con... (Zeus, BS 3006; con Tony Astarita, Mario Trevi, Nunzio Gallo, Mario Merola, Antonio Buonomo; i Brutos cantano Uffà, nun me scuccià

### Discografia fuori dall'Italia

#### EP
- 1960 - 5 Brutos, con Arrigo Amadesi y su conjunto; Destino A La Luna/Deseo De Un Dia/Zappa John/Quiero Apagar El Sol (Discophon, 17037)

- 1961 - Les Brutos à l'Olympia, acompanados por Jacques Loussier y su orquesta; Granada/Io/Baby rock/Little darling (Barclay – BCGE 28333)

- 1961 - Les Brutos à l'Olympia, accompagnés par Jacques Loussier et son orchestre; Granada/Io/Baby rock/Little darling (Barclay - BLY 70407)

- 1962 - Les Brutos à l'Olympia, accompagnée (sic) par Jacques Loussier et son orcestre; Granada/Io/Baby rock/Little darling (Barclay – SLP-9)

- 1962 - Los Brutos En Caracas; Granada/Io/Baby rock/Little darling (Vene Vox – EP-123)

#### Singoli
- 1972 - Beaux comme nous (C'est cassé la machine)/Am stram gram (Saah saah kumba kumba) (Decca Records, 84 097 J)

#### Apparizioni in compilation
- 1966 - Sacha Show a l'Olympia, Sacha Distel con la partecipazione di Danielle Licari, Les Brutos et Dionne Warwick (La voix de son maitre/Les I.M.E. Pathé Marconi, FELP 306 S); i Brutos cantano Le pouce, l'index... je baille

- 1966 - Sacha Show En El Olympia, Sacha Distel, Danielle Licari, Dionne Warwick (Producciones Fermata – LF-88), i Brutos cantano Le pouce, l'index... je baille

- 2017 - Chansons Exotiques Pour Cabarets Et Music-Halls (Rythmes Orientaux Et Tropicaux) 1954-1962, (Frémeaux & Associés – FA 5658); Jean Constantin, Darío Moreno, وديع جورج عزام, Renato Carosone, Marino Marini, Fred Buscaglione, Peppino di Capri, Marcel Bianchi, Lili Boniche, Van Wood, Ben, sa tumba et son orchestre, Fredo Minablo et sa pizza musicale, Aurelio Fierro, Claudio Villa, Betty Curtis, Sophia Loren, Quartetto Radar, Benny Bennet, Don Barreto et ses Cuban Boys, Ben, Joséphine Baker, Coccinelle, Ghigo, Jack Ary, Harold Nicholas, Los Cangaceiros, Staïffi, Zina Nahid, Blond-Blond, Line Monty, i Brutos cantano Baby rock

## Filmografia
Cinema
- Urlatori alla sbarra, regia di Lucio Fulci (1960)
- Vacanze alla Baia d'Argento, regia di Filippo Walter Ratti (1961)
- L'amore senza ma... (L'amour avec des si...), regia di Claude Lelouch (1962)
- I magnifici Brutos del West, regia di Marino Girolami (1964)
- Carosello di notte, regia di Elio Belletti (1964)

Televisione
- Toast of the Town, regia di John Moffitt e Robert Bleyer, (1962) - serie The Ed Sullivan Show per la televisione degli Stati Uniti CBS
- Toast of the Town, regia di John Moffitt e Robert Bleyer, (1963) - serie The Ed Sullivan Show per la televisione degli Stati Uniti CBS
- Paris ist eine Reise wert, regia di Paul Martin, (1966) - realizzato per la televisione della Germania Ovest